# Adolph Verschueren

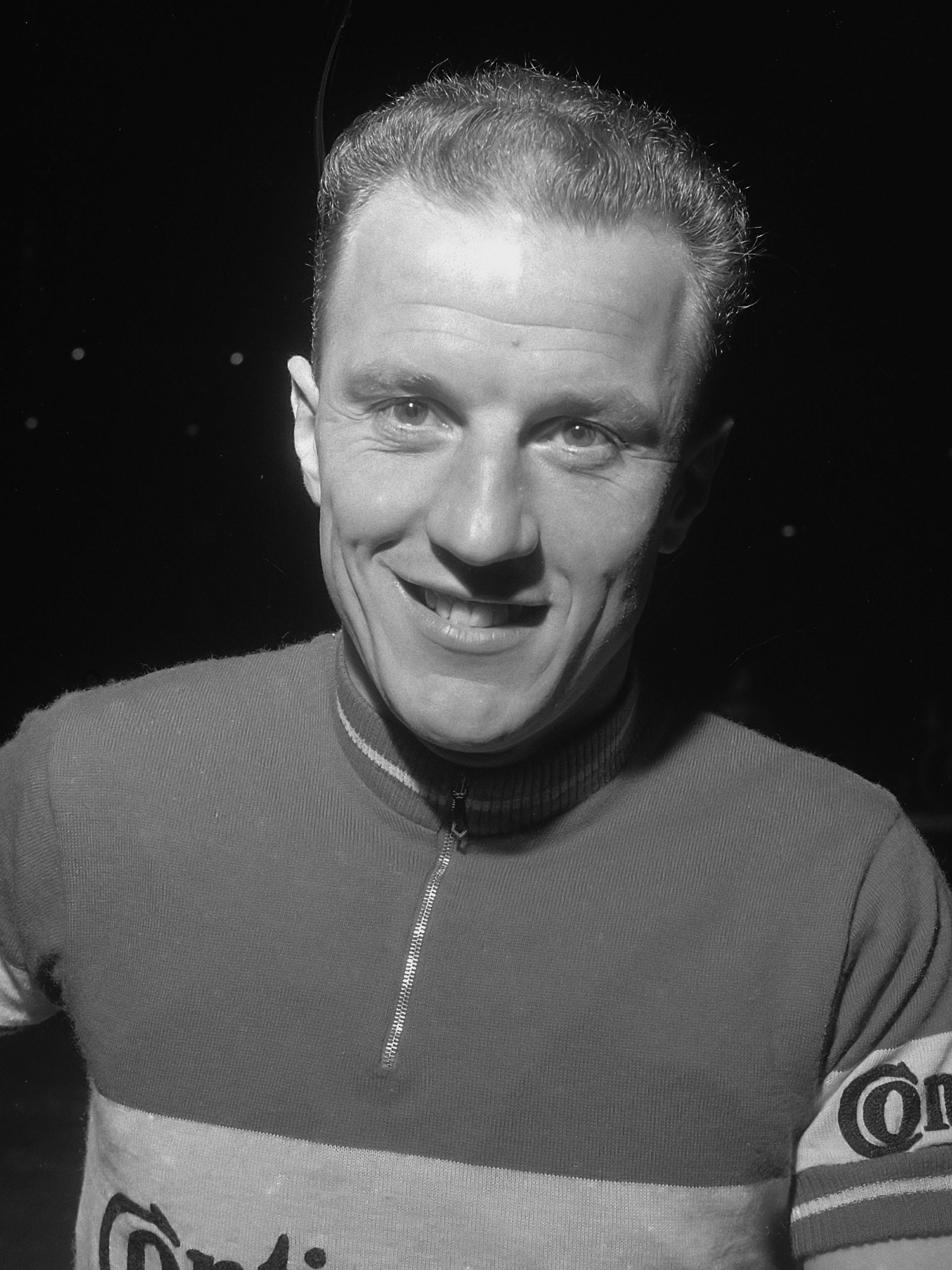
Dolf Verschueren (1957)

Adolph („Dolf“ oder auch „Dolph“) Verschueren (* 10. Juni 1922 in Deurne; † 30. April 2004 ebenda) war ein belgischer Radrennfahrer und dreifacher Steher-Weltmeister.
Während des Zweiten Weltkriegs begann Adolph Verschueren seine Rennfahrer-Laufbahn mit Siegen bei kleineren Straßenrennen in Belgien. 1942 gewann er die Flandern-Rundfahrt in der Wertungsklasse der „Unabhängigen“. 1949 nahm er an der Tour de Suisse teil und entschied die sechste Etappe für sich. 1947 wurde Verschueren Zweiter bei Paris–Roubaix und 1949 belegte er den zweiten Platz bei Lüttich–Bastogne–Lüttich.
Ab 1950 wandte sich Verschueren zunehmend dem Stehersport zu und wurde im selben Jahr Belgischer und Europameister. Insgesamt wurde er bis 1960 neunmal Belgischer Meister der Profi-Steher und hinter dem Derny sowie fünfmal Europameister. 1954 stellte er zudem mit 58,586 Kilometern hinter Derny-Führung im Antwerpener Sportpalais einen neuen Stundenweltrekord auf. Als im Februar 1952 die neue Westfalenhalle in Dortmund eröffnet wurde, war Verschueren einer der Stars: „Der Belgier war eine der schillerndsten Figuren dieses Metiers, ein Draufgänger, der das Publikum zu Begeisterungsstürmen, aber auch zur Weißglut treiben konnte.“
1952 wurde Adolph Verschueren Weltmeister der Steher, noch zweimal, 1953 und 1954, konnte er diesen Erfolg wiederholen. Beim Steher-Finallauf der UCI-Bahn-Weltmeisterschaften 1961 sorgte Verschueren allerdings für Misstöne: Der dreifache Weltmeister, der sich über eine vermeintliche Behinderung geärgert hatte, drohte mit der Faust, verließ die Rolle seiner Führungsmaschine, fuhr im Zickzack über die Bahn und gefährdete so die anderen Fahrer und deren Schrittmacher. Den Kommissären, den früheren Weltmeistern Victor Linart und Georges Paillard, gelang es nur mit Mühe, ihn von der Bahn zu holen. Anschließend war er noch in Raufereien im Innenraum verwickelt.
1963 beendete Verschueren seine aktive Radsport-Karriere.